# Franco Andreoli
Franco Andreoli (ur. 2 grudnia 1915, zm. 5 lutego 2009) – piłkarz szwajcarski grający na pozycji obrońcy. W swojej karierze rozegrał 13 meczów w reprezentacji Szwajcarii.

## Kariera klubowa
Przez całą swoją karierę piłkarską Andreoli związany był z klubem FC Lugano. Występował w nim w latach 1935-1947. Wraz z Lugano dwukrotnie wywalczył tytuł mistrza Szwajcarii w sezonach 1937/1938 i 1940/1941.

## Kariera reprezentacyjna
W reprezentacji Szwajcarii Andreoli zadebiutował 12 listopada 1939 roku w wygranym 3:1 towarzyskim meczu z Włochami, rozegranym w Zurychu. Od 1939 do 1946 roku rozegrał w kadrze narodowej 13 meczów.

## Kariera trenerska
W 1950 roku Andreoli został selekcjonerem reprezentacji Szwajcarii i poprowadził ją na mistrzostwach świata w Brazylii. Na tym turnieju Szwajcaria przegrała 0:3 z Jugosławią, zremisowała 2:2 z Brazylią i wygrała 2:1 z Meksykiem.